# Habranthus pantanalensis
Habranthus pantanalensis är en amaryllisväxtart som beskrevs av Pierfelice Ravenna. Habranthus pantanalensis ingår i släktet Habranthus och familjen amaryllisväxter. Inga underarter finns listade i Catalogue of Life.